# Bo'erqiangji Zhen
Bo'erqiangji Zhen (kinesiska: 博尔羌吉镇, 博尔羌吉) är en köping i Kina. Den ligger i den autonoma regionen Xinjiang, i den nordvästra delen av landet, omkring 430 kilometer öster om regionhuvudstaden Ürümqi. Antalet invånare är 1 797. Befolkningen består av 505 kvinnor och 1 292 män. Barn under 15 år utgör 3,0 %, vuxna 15-64 år 95 %, och äldre över 65 år 1,0 %.
Genomsnittlig årsnederbörd är 468 millimeter. Den regnigaste månaden är juni, med i genomsnitt 98 mm nederbörd, och den torraste är januari, med 4 mm nederbörd.